# Redigobius
A Redigobius a csontos halak (Osteichthyes) főosztályának a sugarasúszójú halak (Actinopterygii) osztályába, ezen belül a sügéralakúak (Perciformes) rendjébe, a gébfélék (Gobiidae) családjába és a Gobionellinae alcsaládjába tartozó nem.

## Rendszerezés
A nembe az alábbi 15 faj tartozik:
- Redigobius amblyrhynchus (Bleeker, 1878)
- Redigobius balteatops (Smith, 1959)
- Redigobius balteatus (Herre, 1935)
- Redigobius bikolanus (Herre, 1927)
- Redigobius chrysosoma (Bleeker, 1875)
- Redigobius dewaali (Weber, 1897)
- Redigobius dispar (Peters, 1868)
- Redigobius isognathus (Bleeker, 1878)
- Redigobius lekutu Larson, 2010
- Redigobius leveri (Fowler, 1943)
- Redigobius macrostoma (Günther, 1861)
- Redigobius nanus Larson, 2010
- Redigobius oyensi (de Beaufort, 1913)
- Redigobius penango (Popta, 1922)
- Redigobius tambujon (Bleeker, 1854)